# Teiodamante
Teiodamante (in greco antico: θειοδαμας?) è un personaggio minore della mitologia greca, re dei Driopi e padre di Ila.
Quando Eracle e Deianira furono cacciati da Calidone, se ne andarono col loro figlio Illo e attraversarono il paese dei Driopi. Eracle vide Teiodamante, il re del paese, arare un campo con un paio di buoi e gli chiese da mangiare per suo figlio affamato. Teiodamante rifiutò e l'eroe, infuriato, staccò uno dei buoi dall'aratro, lo uccise, lo fece a pezzi e lo mangiò insieme a Deianira e Illo. Teiodamante corse in città e tornò con una milizia armata. Quando iniziò il combattimento, l'eroe dovette ritirarsi, al punto che Deianira prese le armi per difendere il marito e rimase ferita al petto. Alla fine, Eracle sconfisse e uccise Teiodamante. L'eroe prese con sé Ila, il bellissimo figlio di Teiodamante, di cui si era invaghito, e ne fece il suo scudiero.